# 圖爾庫足球俱樂部
圖爾庫足球俱樂部（芬蘭語：Turun Palloseura，缩写为“TPS”），通称为TPS图尔库，是芬蘭圖爾庫的一家足球俱樂部，成立于1922年。该俱乐部的男子代表队在2021球季里参加芬兰第二级别的芬兰足球甲级联赛。球队的主场是韦里塔斯体育场。球队的标志颜色为黑色和白色。TPS图尔库曾在芬兰最高级别的芬兰足球超级联赛及其前身的联赛中参赛73次。
TPS图尔库是芬兰历史悠久的足球俱乐部之一，培养了很多优秀的球员。球队曾赢过两次芬兰联赛冠军、三次芬兰杯、和一次芬兰联赛杯。

## 球隊榮譽
- 芬蘭足球錦標賽：

 冠軍 (7)：1928, 1939, 1941, 1949, 1968, 1971, 1972, 1975[
 亞軍 (12)：1923, 1925, 1926, 1930, 1938, 1944, 1946, 1948, 1960, 1984, 1986, 1989
- 芬蘭盃

 冠軍 (3)： 1991, 1994, 2010
- 芬蘭聯賽盃

 冠軍 (1)：2012

## 外部連結
- 俱乐部官方网站 （页面存档备份，存于） （文）
- 球迷网站 （文）